# Tim Johnson (Illinois)
Timothy Vincent "Tim" Johnson (Champaign, 23 de julho de 1946 – Urbana, 9 de maio de 2022) foi um político do Estados Unidos, membro da Câmara dos Representantes dos Estados Unidos desde 3 de janeiro de 2001, pelo 15.º distrito de Illinois, é membro do Partido Republicano.
Estudou na Academia Militar dos Estados Unidos em West Point em 1964, e depois na Universidade de Illinois em Urbana-Champaign. Johnson se formou em história e em 1969, e foi membro da Phi Beta Kappa, recebendo uma menção honrosa, um prêmio dado á apenas 3% dos alunos de graduação. Em 1972, Johnson formou com honras da University of Illinois College of Law e foi eleito para a Ordem do Coif, uma sociedade de honra nacional.

## Morte
Ele morreu em sua casa em Urbana, Illinois, em 9 de maio de 2022, aos 75 anos.